# 2024年東京靖國神社撒尿塗鴉事件
東京時間2024年5月31日，位於日本東京千代田區的靖國神社被一名中華人民共和國籍網紅「鐵頭」董光明在神社入口處社號標上撒尿，再用紅色噴漆寫下「toilet」（廁所）一詞。據董光明稱，這一行為是對日本政府允許福島核電站排放經處理的放射性廢水入海的不滿和抗議。

## 肇事者
事件中涉事者包括3人，撤尿及塗鴉者為37歲中國公民董光明，網名「鐵頭懲惡揚善」（簡稱「鐵頭」），其為一名網紅，過去曾涉及多宗爭議事件。其自2023年3月起製作打假影片，曝光三亞海鮮市場和老年保健品等亂象，也曾發表對汶川大地震的爭議言論。2024年1月12日，其在直播中自曝嫖娼經歷，導致其賬號被抖音、快手、微博等平台封禁。事发后，8月27日，其被杭州公安逮捕。
負責拍片的人為中國公民許來玉，而負責購買噴漆的人為居住在埼玉縣朝霞市的29歲在日華僑姜卓君。

## 事發經過
事件發生在2024年5月31日約晚上10時，當時神社已經關閉。據網紅「鐵頭」董光明在中國社交媒體小紅書上發佈一段由許來玉拍攝的影片，影片中其在靖國神社入口處社號標前批評日本政府允許福島核電站排放經處理的放射性廢水入海，稱「面對日本政府允許排放污水，難道我們什麼都做不了？不，我會給他們點顏色瞧瞧。」隨後，影片顯示他在社號標兩面撒尿，並用姜卓君事先購賣的紅色噴漆在社號標上寫下「toilet」（廁所）一詞。事件中姜卓君並沒有陪同董光明和許來玉二人。
東京警視廳於6月1日早上5時50分接到當地民眾報案，指社號標遭塗鴉。而在7時左右，神社狛犬被民眾發現貼上寫有「世界人民團結，但不包括你們。」中文字句的紙張。

## 後續
事後，董光明和許來玉於次日6月1日乘坐飛機離開日本返回中國，並在短片網站嗶哩嗶哩發表「回國宣言」。前《產經新聞》台北支局長矢板明夫指，此事件引起日本網民的憤怒。日本整形醫師高須克彌在6月1日於Twitter宣佈懸賞董光明500萬日圓，後在第2天將金額提升至1000萬日圓。
6月13日，11家位於廣州和深圳的旅行社被日本駐廣州總領事館撤銷赴日旅遊簽證送簽權，中國網民網傳此事可能是日本對靖國神社撒尿塗鴉事件的報復。日本駐廣州總領事館於6月21日闢謠，表示撤銷該等旅行社赴日旅遊簽證送簽權是因為其受理訪日簽證數量少，與靖國神社事件無關。
7月9日，東京警視廳宣佈以涉嫌器物損壞和禮拜場所不敬罪，在埼玉縣朝霞市逮捕姜卓君，並向董光明和許來玉二人發出通輯令。
日本新聞網訪問董光明有關其被日本通輯的事，其回應稱「沒聽說過逮捕令。發逮捕令甚麼的，警察就像幼稚園小朋友一樣，真可笑。」他稱不可能自首，對撒尿塗鴉行為不後悔，而且也不怕日本警方。在董光明受訪後，高須克彌再將懸賞金額提高至10萬美元，並建議將董光明抓捕到日本駐華大使館。此後董光明的社交媒體賬號再度被封禁，社交媒體流傳董光明對其被封禁表達抗議的影片。
8月，董光明因涉嫌敲诈勒索罪被杭州市公安机关采取刑事强制措施，立案侦查。
11月29日，東京地方法院就靖國神社塗鴉案對姜卓君進行首次公審。他承認損壞器物和對禮拜場所不敬罪、称涂鸦是为抗议福岛核处理水排海；並引用《哆啦A夢》的環境保護情節，支持自己的動機。但检方反驳称，在实施犯罪前一天，他与两名合谋者在东京吃了海鲜料理，与抗议目的不符。
12月25日，东京法院以器物损坏及对宗教场所不敬两项罪名判处姜卓君八个月徒刑。

## 反應
靖國神社發表聲明，對這宗事件「極其遺憾」，並稱這是「貶低神社尊嚴的行為」。神社表示將加強巡邏，以確保訪客能在「寧靜的環境中」參拜。日本外務大臣上川陽子就此事透過外交渠道向中國政府表達擔憂。
中華人民共和國外交部發言人毛寧回應事件指靖國神社是日本軍國主義的象徵，同時她提醒海外的中國公民應遵守當地法律，以理性的方式表達訴求。
哥伦比亚大学访问学者张丰批評「鐵頭」董光明的行為是「流量伪爱国主义」，是為了自身利益而刻意營造「爱国者」的身份。在事件發生之前，董光明因為敲诈勒索案件，其社交平台賬號面臨被封禁的危機。為了獲得「爱国者」的身份免於被封禁，而選擇在靖國神社撒尿塗鴉。

## 另見
- 靖國神社爭議
- 福島核廢水排放問題
- 中國反日情緒